# The Eleventh Commandment (film fra 1924)
The Eleventh Commandment er en britisk stumfilm fra 1924 af George A. Cooper.

## Medvirkende
- Fay Compton som Ruth Barchester
- Stewart Rome som John Lynton
- Lillian Hall-Davis som Marian Barchester
- Charles Quatermaine som James Mountford
- Jack Hobbs som Robert Ransome
- Dawson Millward som Sir Noel Barchester
- Louise Hampton som Lady Barchester
- Brian Aherne som Norman Barchester